# The Scarlet Horseman
The Scarlet Horseman é um seriado estadunidense de 1946, gênero Western, dirigido por Lewis D. Collins e Ray Taylor, em 13 capítulos, estrelado por Peter Cookson, Paul Guilfoyle e Janet Shaw. Foi produzido e distribuído pela Universal Pictures, e veiculou nos cinemas estadunidenses a partir de 22 de janeiro de 1946.

## Sinopse
Dois Texas Rangers investigam o sequestro das esposas e filhas de senadores estadunidenses. Para isso, um se disfarça como "The Scarlet Horseman", uma lendária e respeitada figura comanche. A vilã Matosca pretende usar o os seqüestros para forçar uma partilha do Texas.

## Elenco
- Peter Cookson … Kirk Norris, um Texas Ranger
- Paul Guilfoyle … Jim Bannion, um Texas Ranger que secretamente usa a identidade The Scarlet Horseman
- Janet Shaw … Elise Halliday, heroína
- Virginia Christine … Carla Marquette, ou Matosca
- Victoria Horne … Loma
- Cy Kendall … Amigo Mañana
- Edward Howard … Zero Quick
- Harold Goodman … Idaho Jones
- Danny Morton … Ballou
- Helen Bennett … Mrs. Ruth Halliday
- Jack Ingram ... Tragg
- Edmund Cobb … Kyle
- Guy Wilkerson … Panhandle
- Al Woods … Senador Mark Halliday
- Fred Coby … Tioga
- Ralph Lewis … Capanga do Saloon
- William Desmond ... Barfly (não-creditado)
- Helen Gibson ... Mulher na cidade (não-creditada)
- Buck Jones (cenas de arquivo, não-creditado)[nota 1]
- Hal Taliaferro ... Capanga (não-creditado)

## Produção
Na produção foram reutilizadas cenas do filme da Universal, Trail of the Vigilantes (“Justiça”), de 1940.
Uma sequência, que seria denominada "The Scarlet Horseman Rides Again", foi cancelada quando a Universal parou de produzir seriados, em 1946.
O narrador de abertura de cada capítulo do seriado foi Milburn Stone.

## Capítulos
1. Scarlet for a Champion
2. Dry Grass Danger
3. Railroad Rescue
4. Staked Plains Stampede
5. Death Shifts Passengers
6. Stop that Stage
7. Blunderbuss Broadside
8. Scarlet Doublecross
9. Doom Beyond the Door
10. The Edge of Danger
11. Comanche Avalanche
12. Staked Plains Massacre
13. Scarlet Showdown

Fonte: